# Marcos Oria y Ruiz-Oria
Marcos de Oria y Ruiz-Oria (Vega de Pas, 22 de abril de 1814) fue un abogado y político español. Ostentó el cargo de diputado dos veces, la primera en las elecciones de 15/01/1869 en cortes constituyentes y la segunda el 08/03/1871. También ostentó el cargo de senador entre 1872 y 1873, todas ellas en la circunscripción de Santander.

## Biografía
Nació en la Vega de Pas, en una acomodada familia pasiega, descendiente del linaje guipuzcoano Oria, por parte materna y paterna. Hijo de Manuel Antonio de Oria un hombre de la alta sociedad cántabra, que fue un cirujano talentoso y reconocido, estudió medicina en el Real Colegio de Cirugía de San Carlos y del que se dice que tuvo 22 hijos. Marcos es tío abuelo de Angel Herrera Oria el cardenal y fundador del CEU. También pertenece a esta familia Cayetano Ruiz-Oria condecorado como Caballero de la Orden de Carlos III (la más alta distinción de nobleza y mérito civil española).   

## Actividad profesional

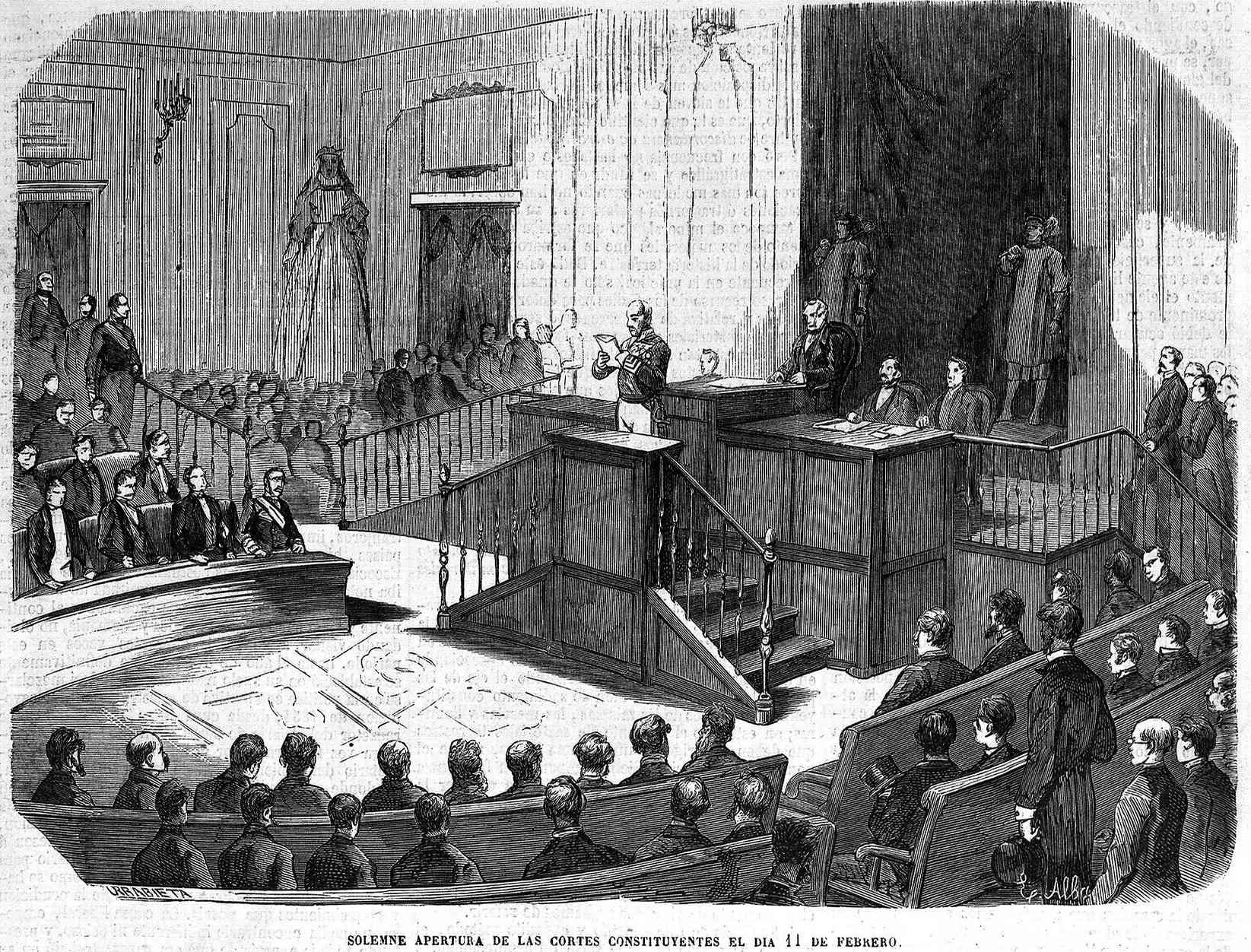
Cortes constituyentes de 1869, donde estuvo Marcos Oria

Se licenció como abogado y ejerció un largo tiempo, podría ser familiar del gran jurista y juez Tomás Oria, teniente y comandante condecorado con la Gran Cruz de Caballero de Isabel la Católica. Fue diputado en las cortes constituyentes de 1869 durante el sexenio democrático y ayudó a la redacción de la constitución de 1869 una de las más liberales de todo Europa, que puso a España a la vanguardia del panorama político liberal europeo. También fue diputado en el año 1871 por segunda vez, siendo siempre cabeza de lista en Santander. Su actividad parlamentaria fue brillante y se hizo notar de gran manera, presidió varias comisiones, como la del banco de Cádiz, también fue presidente de otra relacionada con el banco de Valladolid. 
Pasó al final de su vida política, al senado, en los años 1872-1873, pudo ser senador gracias a haber sido diputado en cortes constituyentes. Su actividad en el senado fue buena, la que caracterizaba a este parlamentario.